# Führungsband

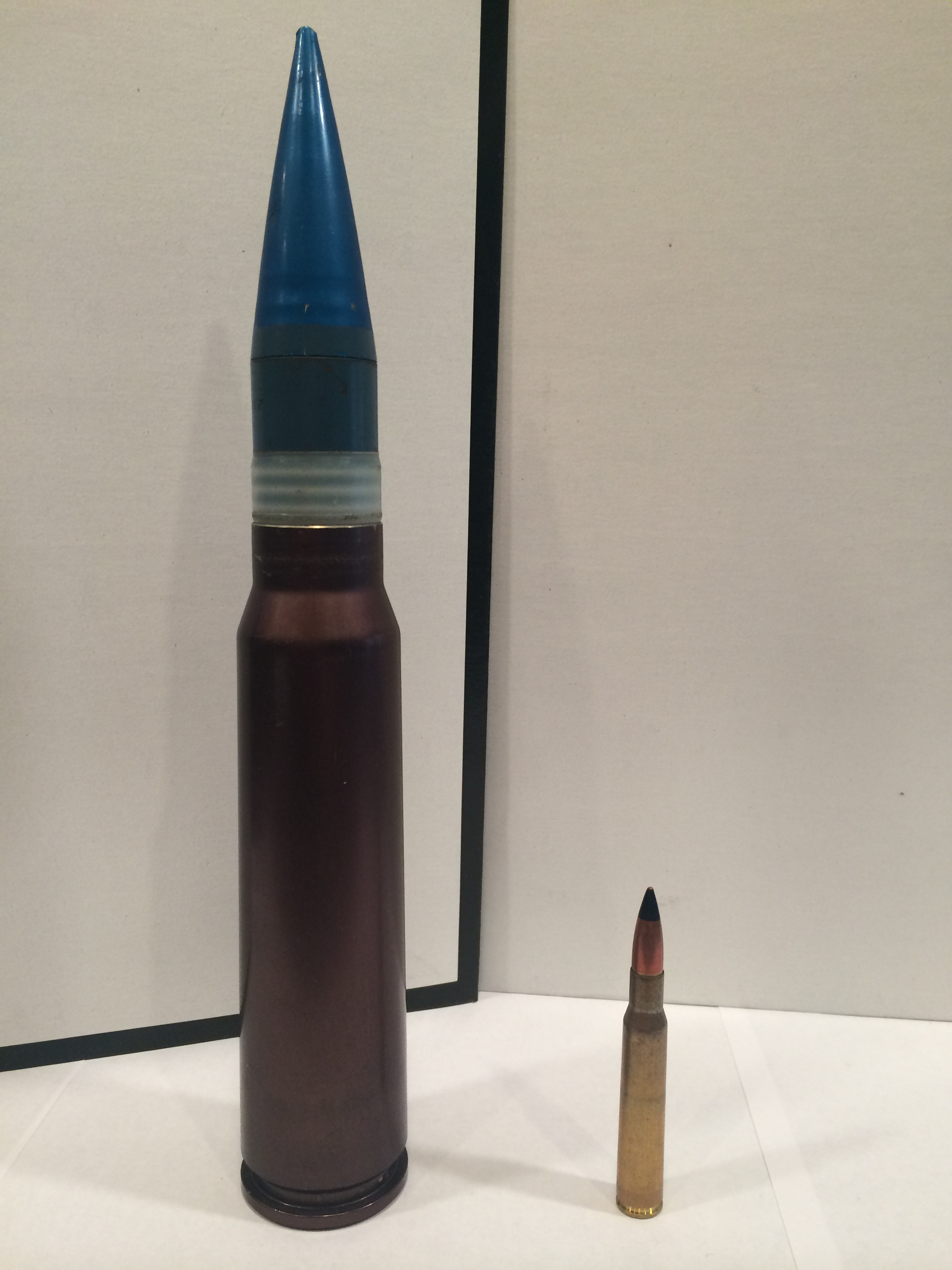
Patrone im Kaliber 30 × 173 mm mit Führungsband aus Kunststoff

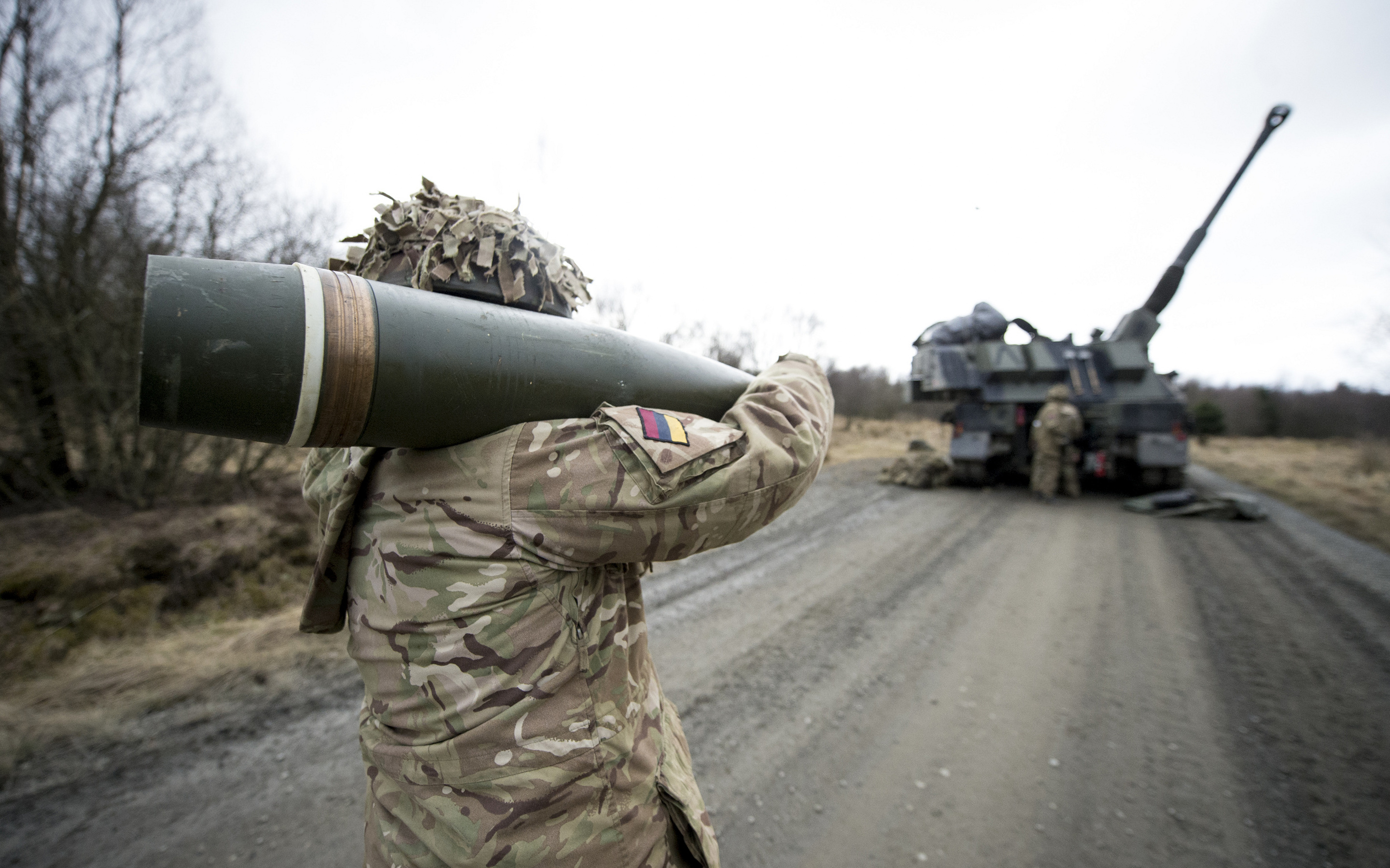
Geschoss mit Führungsring bei einer AS90-Haubitze

Das Führungsband (auch Führungsring) ist Teil eines Geschosses aus Rohrwaffen. Es hat in der Regel drei innenballistische Aufgaben:
- Die Abdichtung des Verbrennungsraumes zwischen Rohrwand und Geschoss.
- Vermittelt dank der Züge im Rohr dem Geschoss eine Rotation um die Längsachse (Drall).
- Dient als hintere Führung des Geschosses im Lauf.[1]

Die Führungsbänder bestehen meist aus einem weicheren Metall als Rohr und Geschoss, sodass sie sich in die Züge einpressen lassen.
Als Metall wird oft Kupfer oder eine Kupferlegierung aus Kupfer und 5 bis 11 % Zink benutzt, die im angelsächsischen Bereich Gilding Metal genannt wird und im Deutschen als Rottombak. Selten wird Stahl verwendet, wie zum Beispiel bei dem deutschen Paris-Geschütz. Je nach Beanspruchung werden ein oder zwei Führungsbänder angebracht. Die Führungsbänder um das Geschoss weisen stets einen etwas größeren Durchmesser als das Innenkaliber des Rohres auf, um eine vollständige Abdichtung beim Schuss zu erreichen. Gleichzeitig erhält das Geschoss bei der Beschleunigung eine Rotationsbewegung um die Längsachse, also den Drall, was sich auf die Präzision der Flugbahn auswirkt.
Panzergeschosse, die aus Glattrohrkanonen verschossen werden, haben keine Führungsbänder. Häufig sind diese unterkalibrig und haben zur Abdichtung einen Treibspiegel, der beim Verlassen des Rohres abfällt. Die Stabilisierung wird dabei durch automatisch ausklappende Flügel oder Finnen erreicht. Der Vorteil ist die einfachere Fertigung der Rohre und weniger Verschleiß. Da weniger Reibungskräfte am Geschoss auftreten, erhöht sich bei gleicher Treibladung die Mündungsgeschwindigkeit und damit die Treffgenauigkeit, die Durchschlagskraft und die Reichweite.

## Drallführungsring

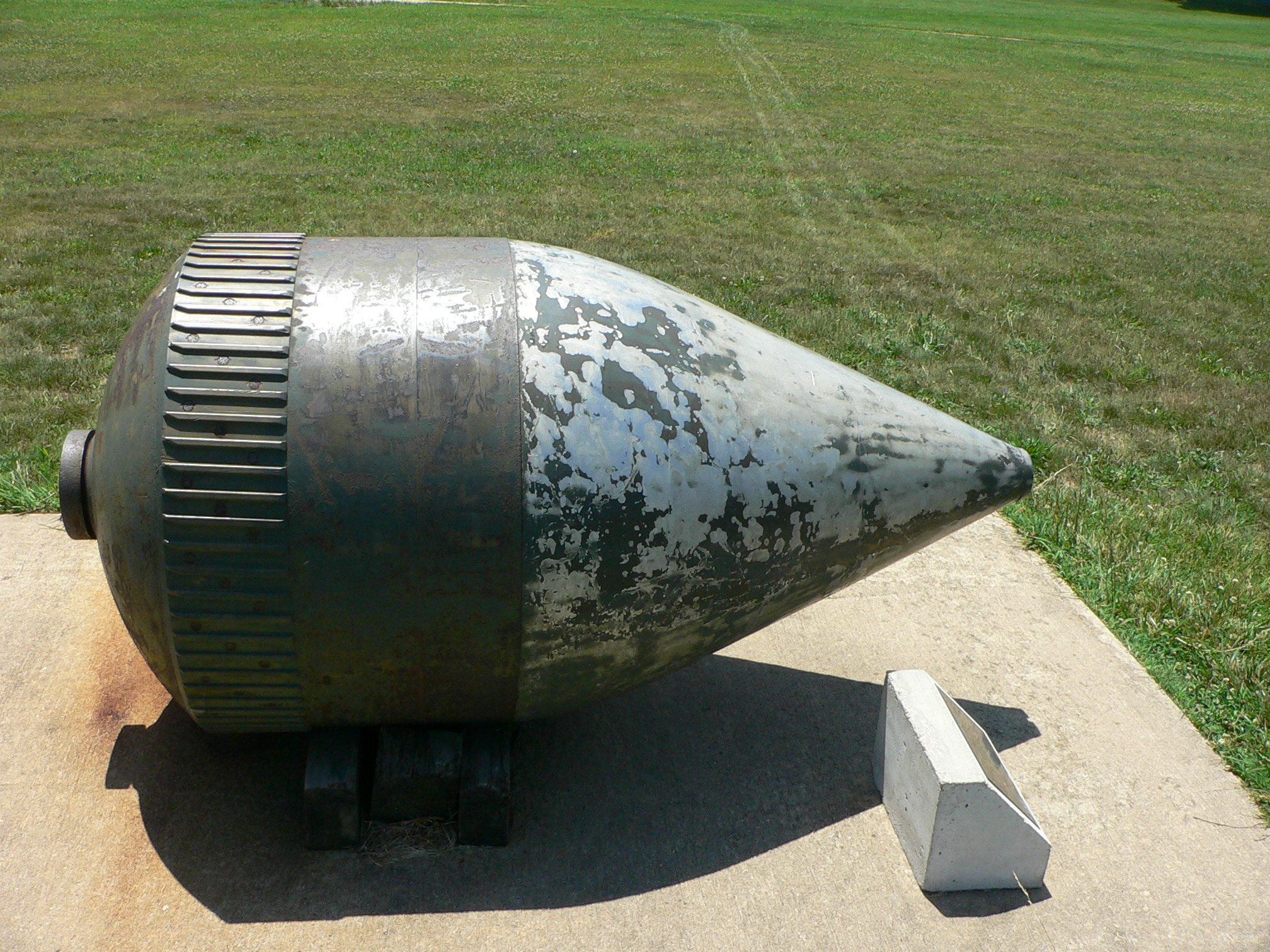
Gerillter Drallführungsring bei einer Granate des schweren Mörsers Little David

Vor allem bei schweren Artilleriegranaten können die Führungsbänder als Drallführungsringe ausgeführt sein. In Drallführungsringe werden bei der Herstellung des Geschosses Längsnuten eingearbeitet, in die die Züge eingreifen können. Das ermöglicht schon beim Ansetzen des Geschosses im Rohr einen Formschluss zwischen dem Geschoss und den Zügen, was die Lebensdauer des Geschützrohres erhöht. Werden Granaten nicht richtig angesetzt, d. h. der Anschluss der Granate mit Führungsbändern an den Lauf erfolgt nicht mit einem deutlichen Klacken, kann es zu Rohrzerspringern oder Rohrzerschellern kommen.

## Handfeuerwaffen

Amerikanisches Minié-Geschoss ohne Culot,
Links: vor dem Abschuss,
Mitte: nach dem Abschuss,
Rechts: Bodenfund aus dem Amerikanischen Bürgerkrieg

Bei Munition für Handfeuerwaffen ist das Führungsband nur selten anzutreffen. Die Geschosse werden meist vollflächig verformt, also so in das Laufprofil gedrückt, dass sich die Außenseite des Geschosses oder aber bei Mantelgeschossen der Geschossmantel, dem Laufprofil anpasst.
Eine doppelte Aufgabe erfüllten die Rillen bei den unterkalibrigen Minié-Geschossen für Vorderlader. Bei der Schussauslösung drangen die heißen Gase in den Hohlboden ein und weiteten das Geschoss auf. Dabei befand sich in den Rillen das zur Schmierung notwendige Geschossfett, während gleichzeitig die Erhebungen für eine Abdichtung zum Lauf sorgten.
Bei moderner Munition für Handfeuerwaffen wird die Funktion des Führungsbandes meist durch duktile Geschoss- oder Geschossmantelmaterialien erfüllt, aber es gibt auch Spezialkonstruktionen mit dedizierten Führungsbändern. Im jagdlichen Bereich werden sogenannte Kupferjagdgeschosse mit bis zu fünf Führungsbändern eingesetzt, wobei die Führungsbänder nicht aufgesetzt sind, sondern bei der Geschossherstellung aus Vollmaterial entstehen.